# Никольский скит Соловецкого монастыря
Никольский скит (также Николаевский скит) — один из скитов Соловецкого монастыря, существовавший в начале XX века на острове Кондостров Онежской губы Белого моря.

## Предыстория появления скита
Впервые монастырь стал ходатайствовать о передаче ему Кондострова при архимандрите Варлааме (Горбачеве) в начале 1890-х годов. Летом 1894 года Учрежденный собор Соловецкого монастыря просил посетившего Соловецкие острова министра финансов С. Ю. Витте об отводе этого пустынного, но богатого строевым лесом острова в надел обители, «так как растущий на Соловецких островах пиловочный лес имеется в крайне ограниченном количестве и по своим качествам малопригоден на распиловку для поделок и совершенно не годится для крыш». По-видимому, исходно эта идея принадлежала настоятелю Варлааму, который с одной стороны хорошо представлял себе нужду монастыря в строительном лесе, а с другой стороны, неплохо знал южную часть Онежской губы Белого моря, так как до избрания в настоятели Соловецкого монастыря несколько лет игуменствовал в Онежском Крестном монастыре на острове Кий. В конце этого же года архимандрит Варлаам скончался, но, по-видимому, С. Ю. Витте не забыл своё обещание и дал делу дальнейший ход.
Юридически Кондостров был передан в вечное владение Соловецкому монастырю 28 ноября 1897 года, когда император Николай II утвердил принятое перед тем решение Кабинета министров. Фактический землеотвод произвел лесничий Калгачинского лесничества Архангельской губернии 10 августа 1898 года, составив соответствующий акт с топографическим планом острова. В 1898 году новый настоятель монастыря Иоанникий (Юсов) вместе со своими «соборными старцами» испросил у Святейшего Синода разрешение «соорудить на острове Кондострове необходимые хозяйственные постройки для проживания рабочих ввиду потребности производить на нем разные работы для приспособления к удобнейшему в свое время пользованию для монастырских потребностей растущим на сказанном острове лесом».

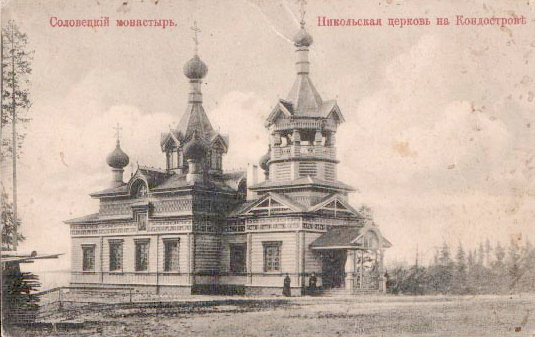
Никольская церковь Кондострова.
(Почтовая открытка начала XX века.)

Первым поселенцам на острове пришлось жить в двух наспех поставленных «шалашах-сараях», но уже к 1901 году на острове в «доме со службами для сторожей и рабочих» летом проживало до 50-ти человек послушников и богомольцев-трудников, строились дороги, была сооружена морская пристань, и сам остров очищался от валежника и на нём организовывалось «правильное ведение лесного хозяйства».
В 1902 году архимандрит Иоанникий и члены Учрежденного собора обратились в Святейший Синод за разрешением построить на Кондострове деревянный храм, так как проживающие на острове люди «лишены главнейшаго христианскаго утешения — литургии». К прошению прилагался проект трёхпрестольного храма, главный центральный (неотапливаемый) престол которого предполагалось посвятить Святой Троице, а два меньших отапливаемых придела, соответственно, Казанской иконе Божией Матери («в благодарственное воспоминание Ея заступления во время осады монастыря англичанами в 1854 году») и Всем Соловецким Чудотворцам. Рассмотрев это прошение, синодальные чиновники предписали монастырю ограничится постройкой «храма теплаго и однопрестольнаго», освятив его в соответствии в волей Николая II, «явленною в пожаловании ему Кондострова», во имя святителя Николая Мир-Ликийского — небесного покровителя царствующего императора. К 1903 году все эти вопросы были урегулированы и обитель приступила к строительству храма.

## История скита

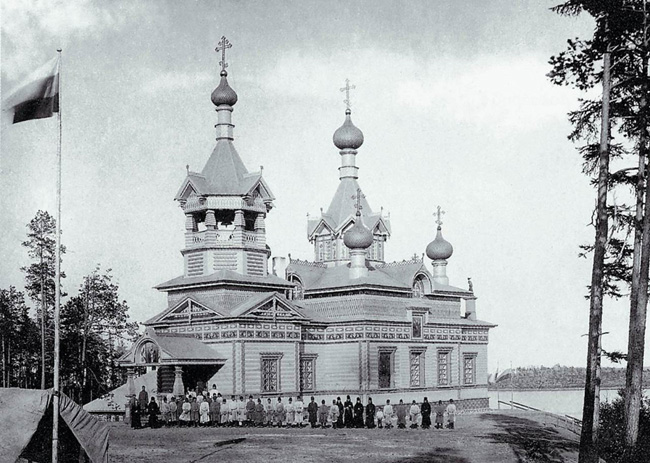
Монахи и трудники скита на фоне Никольского храма.

В 1905 году Кондостров, со всё ещё недостроенным храмом, получил статус скита Соловецкого монастыря, с назначением первого настоятеля («строителя»), которым стал соловецкий иеромонах Алексий (Иудин).
К осени 1907 года монастырь отчитался перед Синодом о завершении строительства храма на 500 молящихся в русском стиле и о снабжении его «всем необходимым, как то: утварью, богослужебными сосудами, книгами и проч.». К храму была пристроена колокольня с восемью колоколами, самый тяжёлый из которых весил 15 пудов (244 килограмма). Крест над колокольней находился на высоте 32 аршина и 6 вершков (23 метра). Главным украшением храма был выполненный в мастерской Соловецкого монастыря под руководством иеромонаха Палладия (Ряпинцына) двухъярусный дубовый золочённый иконостас и два дубовых паникадила в этом же стиле. Строительство храма привлекло внимание меценатов и жертвователей: В. В. Гувелякен (совладелец товарищества «Кемские лесопильные заводы», неоднократно занимавший пост городского головы Архангельска) прислал «на большую сумму сосновых фанер», П. А. Фокин (Петербургский купец, советник коммерции) пожертвовал полный набор литургических сосудов, монахини Воронежского Покровского монастыря передали для алтаря нового храма напрестольные Евангелие и Крест, дарохранительницу, дароносицу, воздухи, а также несколько отрезов ткани.
На освящении храма, состоявшемся 13 июля 1908 года, присутствовали именитые гости: епископ Тихон (Никаноров) — управляющий Воскресенским Новоиерусалимским монастырем, благочинный ставропигиальных монастырей Новоспасский архимандрит Борис (Шипулин), настоятель Соловецкого монастыря архимандрит Иоанникий с членами Учрежденного собора, ректор Иркутской Князе-Владимирской школы архимандрит Зосима, протопресвитер Московского Успенского собора отец Владимир Марков, прокурор (глава) Московской конторы Святейшего Синода Ф. П. Степанов, а также профессор Московской Духовной академии Г. А. Воскресенский и педагоги Перервинского духовного училища со своими воспитанниками.

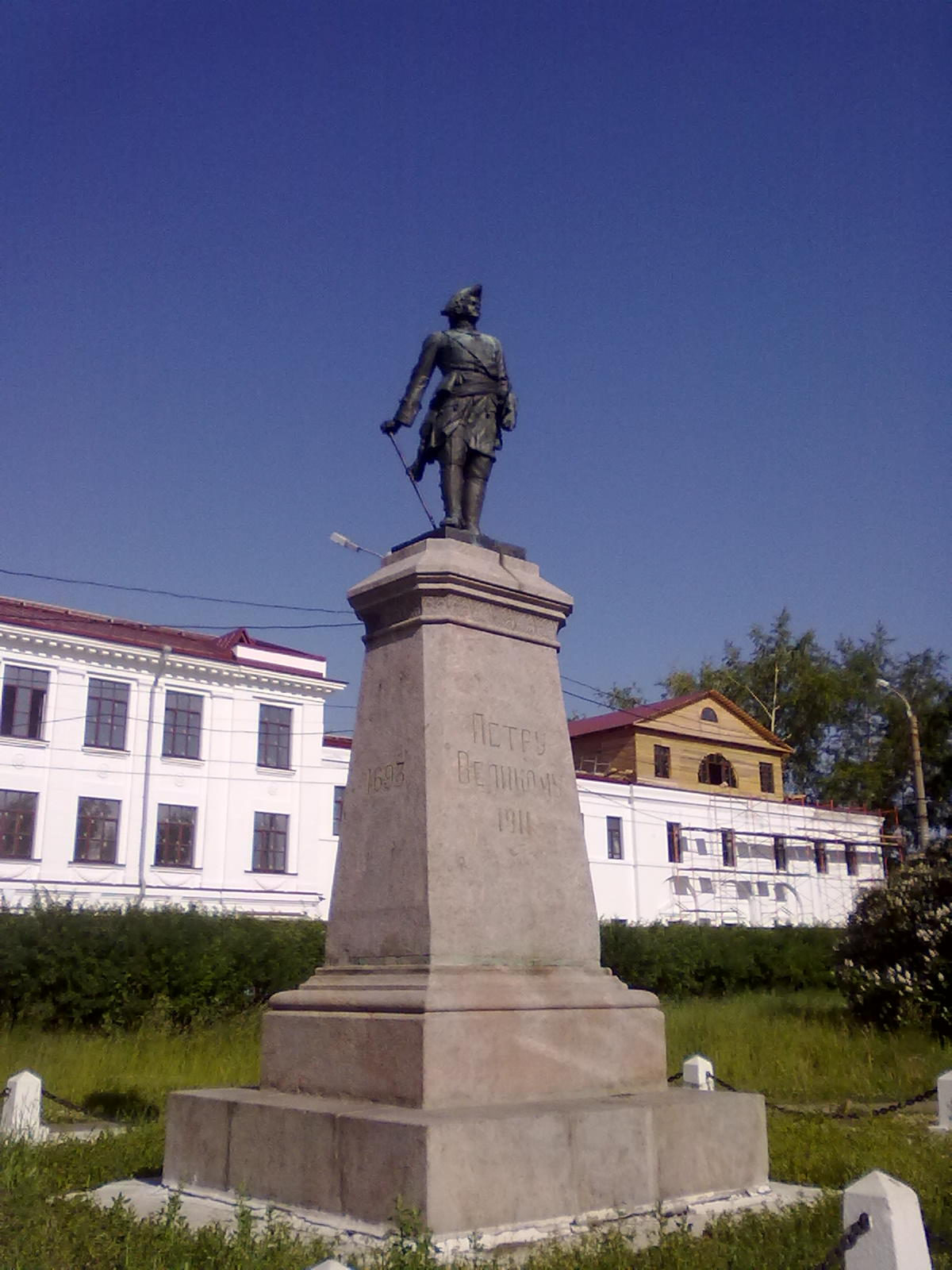
Памятник Петру I в Архангельске.

К 1908 году братия скита составляла 17 монахов (без учета богомольцев-трудников), возглавляемых иеромонахом Геронтием (Чуриловым). К этому моменту на острове уже были проложены хорошие грунтовые дороги, одна из которых (ведущая от каменного пирса к скиту) была выложена гранитом. Насельники и трудники проживали в нескольких жилых корпусах, два из которых, расположенные по сторонам от храма, были двухэтажными. На острове имелись баня, кузница, смолокуренный завод, скотный и конный дворы, парники, оранжерея, огороды, колодцы, погреба, сараи и другие хозяйственные постройки. Также развивалось свое рыболовство, планировалось создание кирпичного и угольного заводов, мастерской по изготовлению глиняной посуды, а также станции для разведения диких животных.
Всё же основную роль в скитском хозяйстве играл лес. Ежегодно с острова на Соловки вывозилось более 300 бревен строительного леса и до 8 тысяч возов дров. На Кондострове были созданы питомники для выращивания лиственницы и других ценных пород деревьев, проводились регулярные лесопосадки.
Кроме того на самом острове и на недалеко от него расположенном островке Пневатый находились скитские каменоломни, добывающие гранит, работающие на нужды самого скита, Соловецкого монастыря, Архангельска. На Соловках кондостровский гранит использовался для сооружения набережной вдоль Святого озера и для других построек. Известный памятник Петру I в Архангельске стоит на гранитном постаменте, камень для которого был добыт монахами Никольского скита.

## Советское время
После Октябрьской революции скит был закрыт вместе с монастырём в начале 1920-х годов. В 1924—1931 годах в нём располагалось отделение Соловецкого лагеря особого назначения, в 1931—1938 годах — отделение Белбалтлага, в 1938—1942 годах — штрафной изолятор Сороклага. В этот период на острове находилось до нескольких сот заключенных, которые занимались в основном рубкой леса.
После войны остров вновь стал необитаем. Никольская церковь была разобрана. Один из жилых корпусов был вывезен в Онегу и использовался там как жильё для портовых работников. Из материала других скитских построек было сделано здание школы в деревне Пурнема.

## Современное состояние
К настоящему времени от всех построек Николаевского скита сохранились лишь каменный пирс и двухсотметровая мощеная дорога к нему, каменные фундаменты жилых корпусов с остатками печей, остатки каменоломни. На соседнем островке Пневатый уцелел деревянный восьмиконечный пятиметровый крест.